# Ligue féminine de basket 2009-2010
Navigation
Saison précédente Saison suivante
La saison 2009-2010 de la LFB est la 12e édition de la Ligue féminine de basket et se dispute avec 14 équipes. 
À la fin de la saison régulière, les équipes classées de 1 à 4 sont automatiquement qualifiées pour les demi-finales des play-off. Le vainqueur de ces play-off est désigné champion de France. 
Les équipes classées 13e et 14e de LFB à l’issue de la saison régulière du championnat sont reléguées en NF1. Elles seront remplacées par le club champion de France de NF1 ainsi que le club classé premier à l’issue de la saison régulière (ou deuxième si le champion de France termine premier) à condition qu’ils satisfassent les règles du contrôle de la gestion financière et du cahier des charges imposé aux clubs de LFB. Dans le cas contraire, le 13e voire le 14e peuvent être repêchés si un ou les deux clubs de NF1 ne remplissent pas ces conditions.
La saison se conclut par le premier titre (après quatre finales perdues) du Tarbes GB, qui l’emporte sur le champion sortant Bourges. Deux des trois clubs promus sont relégués en division inférieure. On note l’émergence de Nantes, alors qu’un des ténors habituels, Aix-en-Provence, connaît une saison difficile.

## Qualifications pour les coupes d’Europe
Quatre places sont à pourvoir en Euroligue, la première place sera attribuée au club champion de France, la deuxième au club qui a fini à la première place de la saison régulière, la troisième à un club éventuellement qualifié par le biais d’une compétition européenne, enfin la quatrième au club vainqueur de la coupe de France. Si un de ses clubs est titulaire de plusieurs de ces passe-droits ou ne veut ou peut pas s’engager auprès de la FIBA Europe, le club finaliste du championnat de France puis éventuellement les clubs non qualifiés pour cette compétition et possédant le meilleur classement à l’issue de la saison régulière les remplaceront.
Quatre places sont à pourvoir en EuroCoupe, La première place est attribuée au vainqueur du Challenge Round qui oppose à la fin de la saison les équipes classées entre la 5e et la 12e place. Les places suivantes sont attribuées aux clubs non qualifiés pour une compétition européenne et possédant le meilleur classement à l’issue de la saison régulière. Si un de ses clubs ne veut pas ou ne peut pas s’engager auprès de la FIBA Europe, les premiers clubs non qualifiés pour cette compétition de la saison régulière les remplaceront sûrement

## Clubs participants
Cette saison se singularise par un bouleversement dans la liste des clubs engagés. Relégué sportivement en NF1, le Stade clermontois, en proie à de sérieux problèmes financiers, est relégué en division régionale, entraînant le repêchage de Rezé-Nantes. Alors qu’ils se sont maintenus sportivement en LFB, l’Union Hainaut Basket et le SJS Reims sont rétrogradés en NF1 pour problèmes financiers. Ces deux clubs sont remplacés par le Limoges ABC, promu à l’issue de la saison régulière de NF1, le SO Armentières, champion de NF1, tandis que le Toulouse Métropole Basket, en vertu de sa 3e place au Final Four de NF1, hérite de la 14e place en LFB.
| Club                                    | Salle                                    | Capacité | Villes            |
| --------------------------------------- | ---------------------------------------- | -------- | ----------------- |
| Pays d'Aix Basket 13                    | Complexe sportif de la Pioline           | 1 200    | Aix-en-Provence   |
| SO Armentières                          | Complexe Léo Lagrange                    | 500      | Armentières       |
| ASPTT Arras                             | Halle des sports Richard Tetelin         | 1 500    | Arras             |
| CJM Bourges Basket                      | Palais des sports du Prado               | 3 100    | Bourges           |
| COB Calais                              | Salle Calypso                            | 3 300    | Calais            |
| Challes-les-Eaux Basket                 | Salle polyvalente                        | 1 200    | Challes-les-Eaux  |
| Basket Landes                           | Salle Laloubère (Saint-Sever)            | 1 100    | Mont-de-Marsan    |
| Basket Lattes Montpellier Agglomération | Palais des sports de Lattes              | 1 000    | Lattes            |
| Limoges ABC                             | Salle municipale des Sœurs de la rivière | 877      | Limoges           |
| USO Mondeville                          | Halle Bérégovoy                          | 2 500    | Mondeville        |
| Rezé-Nantes Basket 44                   | Palais des sports de Beaulieu            | 4 984    | Nantes            |
| Tarbes Gespe Bigorre                    | Palais des sports du quai de l'Adour     | 2 000    | Tarbes            |
| Toulouse Métropole Basket               | Gymnase Compans-Caffarelli               | 2 500    | Toulouse          |
| ESB Villeneuve-d’Ascq LM                | Le Palacium                              | 1 800    | Villeneuve-d'Ascq |

## Clubs par année dans l’élite
| Club               | Dernière montée | Club             | Dernière montée |
| ------------------ | --------------- | ---------------- | --------------- |
| Aix-en-Provence    | 1981            | Challes-les-Eaux | 2005            |
| Bourges            | 1991            | Arras            | 2006            |
| Tarbes             | 1992            | Landes           | 2008            |
| Mondeville         | 1996            | Rezé-Nantes      | 2008            |
| Villeneuve-d’Ascq  | 2000            | Limoges          | 2009            |
| Lattes-Montpellier | 2001            | Armentières      | 2009            |
| COB Calais         | 2003            | Toulouse         | 2009            |

## La saison régulière

### Matches de la saison régulière
| Résultats (▼dom., ►ext.)                                           | Aix   | Arm   | Arr   | Bou   | Cal   | Cha   | Lan   | Lat   | Lim    | Mon   | Rez   | Tar   | Tou   | Vil   |
| Aix-en-Provence                                                    |       | 64-70 | 0-0   | 62-56 | 0-0   | 0-0   | 66-60 | 0-0   | 0-0    | 79-68 | 77-90 | 0-0   | 0-0   | 83-89 |
| Armentières                                                        | 0-0   |       | 0-0   | 50-66 | 0-0   | 44-79 | 75-62 | 60-71 | 0-0    | 44-65 | 0-0   | 57-63 | 49-72 | 53-71 |
| Arras                                                              | 75-46 | 80-51 |       | 0-0   | 54-50 | 67-65 | 60-55 | 0-0   | 0-0    | 0-0   | 62-72 | 0-0   | 0-0   | 74-69 |
| Bourges                                                            | 0-0   | 0-0   | 81-84 |       | 66-49 | 63-38 | 0-0   | 0-0   | 80-48  | 0-0   | 0-0   | 73-58 | 62-58 | 0-0   |
| Calais                                                             | 81-75 | 0-0   | 72-49 | 0-0   |       | 0-0   | 76-65 | 51-73 | 0-0    | 71-93 | 0-0   | 0-0   | 66-71 | 72-79 |
| Challes-les-Eaux                                                   | 82-61 | 0-0   | 0-0   | 0-0   | 67-61 |       | 53-58 | 73-70 | 0-0    | 0-0   | 74-80 | 0-0   | 0-0   | 63-66 |
| Landes                                                             | 0-0   | 0-0   | 65-73 | 42-76 | 0-0   | 0-0   |       | 0-0   | 79-61  | 61-57 | 0-0   | 62-79 | 75-55 | 0-0   |
| Lattes-Montpellier                                                 | 72-59 | 0-0   | 84-72 | 43-58 | 0-0   | 58-50 | 76-60 |       | 72-40  | 75-56 | 0-0   | 73-75 | 0-0   | 0-0   |
| Limoges                                                            | 62-75 | 50-60 | 56-85 | 0-0   | 56-90 | 66-79 | 0-0   | 0-0   |        | 0-0   | 0-0   | 0-0   | 52-79 | 59-98 |
| Mondeville                                                         | 0-0   | 0-0   | 60-78 | 0-0   | 0-0   | 73-69 | 0-0   | 0-0   | 77-58  |       | 69-66 | 77-88 | 0-0   | 81-70 |
| Rezé-Nantes                                                        | 58-51 | 69-61 | 0-0   | 64-69 | 72-66 | 0-0   | 77-74 | 54-67 | 76-50  | 0-0   |       | 67-82 | 0-0   | 0-0   |
| Tarbes                                                             | 93-69 | 0-0   | 85-84 | 0-0   | 82-74 | 96-60 | 0-0   | 0-0   | 102-53 | 0-0   | 0-0   |       | 94-56 | 0-0   |
| Toulouse                                                           | 73-72 | 0-0   | 70-76 | 0-0   | 0-0   | 70-47 | 0-0   | 76-81 | 0-0    | 64-77 | 68-70 | 0-0   |       | 55-70 |
| Villeneuve-d’Ascq                                                  | 0-0   | 77-55 | 0-0   | 52-66 | 0-0   | 0-0   | 75-58 | 82-70 | 0-0    | 0-0   | 77-72 | 77-81 | 0-0   |       |
| - Victoire à domicile - Victoire à l'extérieur - Match non disputé |       |       |       |       |       |       |       |       |        |       |       |       |       |       |

### Classement de la saison régulière
En cas d’égalité, les clubs sont départagés en fonction des résultats obtenus lors de leurs confrontations directes, indiquées entre parenthèses si nécessaire.
Classement à la fin de la saison régulière:
| Rang | Équipe                   | Pts | J  | G  | P  | Pp   | Pc   | Diff |
| ---- | ------------------------ | --- | -- | -- | -- | ---- | ---- | ---- |
| 1    | Tarbes (F)               | 49  | 26 | 23 | 3  | 2030 | 1716 | 314  |
| 2    | Bourges (T)              | 48  | 26 | 22 | 4  | 1726 | 1411 | 315  |
| 3    | Arras                    | 46  | 26 | 20 | 6  | 1953 | 1755 | 198  |
| 4    | Mondeville               | 44  | 26 | 18 | 8  | 1908 | 1755 | 153  |
| 5    | Rezé-Nantes              | 43  | 26 | 17 | 9  | 1853 | 1731 | 122  |
| 6    | Villeneuve-d’Ascq (+10)  | 42  | 26 | 16 | 10 | 1994 | 1794 | 200  |
| 7    | Lattes-Montpellier (−10) | 42  | 26 | 16 | 10 | 1765 | 1657 | 108  |
| 8    | Challes-les-Eaux (+7)    | 36  | 26 | 10 | 16 | 1767 | 1789 | -22  |
| 9    | Landes (−7)              | 36  | 26 | 10 | 16 | 1680 | 1762 | -82  |
| 10   | Calais                   | 35  | 26 | 9  | 17 | 1747 | 1823 | -76  |
| 11   | Aix-en-Provence          | 34  | 26 | 8  | 18 | 1727 | 1885 | -158 |
| 12   | Toulouse (P)             | 33  | 26 | 7  | 19 | 1696 | 1880 | -184 |
| 13   | Armentières (P)          | 32  | 26 | 6  | 20 | 1479 | 1788 | -309 |
| 14   | Limoges (P)              | 26  | 26 | 0  | 26 | 1501 | 2080 | -579 |

|     | Qualification pour les play-off 2010  |
|     | Qualification pour le Challenge Round |
|     | Relégation en Nationale 1             |
| (T) | Tenant du titre 2009                  |
| (F) | Finaliste 2009                        |
| (P) | Promu 2009                            |
| (C) | Vainqueur de la coupe de France       |

## Les play-off
Les demi-finales et les finales se jouent en deux manches gagnantes. Le match aller se joue chez de l’équipe la moins bien classée lors de la saison régulière, le match retour et le match d’appui éventuel chez l’équipe la mieux classée.
|  | Demi-finales                           | Demi-finales | Demi-finales | Demi-finales | Demi-finales                       |   |    | Finale | Finale | Finale | Finale | Finale |
|  |                                        |              |              |              |                                    |   |    |        |        |        |        |        |
|  | Mer 21 avril, sam 24 avril, mer 28 mai |              |              |              |                                    |   |    |        |        |        |        |        |
|  |                                        |              |              |              |                                    |   |    |        |        |        |        |        |
|  | [1] Tarbes                             | 2            | 71           | 69           |                                    |   |    |        |        |        |        |        |
|  | [1] Tarbes                             | 2            | 71           | 69           | Sam 1er mai, jeu 6 mai, lun 10 mai |   |    |        |        |        |        |        |
|  | [4] Mondeville                         | 0            | 68           | 62           |                                    |   |    |        |        |        |        |        |
|  | [4] Mondeville                         | 0            | 68           | 62           | [1] Tarbes                         | 2 | 76 | 54     |        |        |        |        |
|  | Mer 21 avril, sam 24 avril, mer 28 mai |              |              |              | [1] Tarbes                         | 2 | 76 | 54     |        |        |        |        |
|  |                                        | [2] Bourges  | 0            | 73           | 40                                 |   |    |        |        |        |        |        |
|  | [2] Bourges                            | [2] Bourges  | 0            | 73           | 40                                 | 2 | 70 | 62     |        |        |        |        |
|  | [2] Bourges                            |              |              |              |                                    |   |    | 62     |        |        |        |        |
|  | [3] Arras                              | 0            | 52           | 57           |                                    |   |    |        |        |        |        |        |
|  | [3] Arras                              | 0            | 52           | 57           |                                    |   |    |        |        |        |        |        |

|  | Suivi de la série. |

|  | Score de l’équipe recevante. |

|  | Score de l’équipe en déplacement. |

### Matchs du Challenge Round
Les matches du Challenge Round se jouent sur deux matches ; le vainqueur de chaque série est celui qui totalise le plus de points lors des deux manches (les matches nuls sont par ailleurs autorisés). Le match aller se joue chez l’équipe la moins bien classée lors de la saison régulière, le match retour chez l’équipe la mieux classée.
|  | Quarts de finale           | Quarts de finale       | Quarts de finale | Quarts de finale |                            |                        | Demi-finales | Demi-finales | Demi-finales          | Demi-finales |  |  | Finale | Finale | Finale | Finale |
|  |                            |                        |                  |                  |                            |                        |              |              |                       |              |  |  |        |        |        |        |
|  | Mar 20 avril, ven 23 avril |                        |                  |                  |                            |                        |              |              |                       |              |  |  |        |        |        |        |
|  |                            |                        |                  |                  |                            |                        |              |              |                       |              |  |  |        |        |        |        |
|  | [5] Rezé-Nantes            | 94                     | 82               | 176              |                            |                        |              |              |                       |              |  |  |        |        |        |        |
|  | [5] Rezé-Nantes            | 94                     | 82               | 176              | Mar 27 avril, ven 30 avril |                        |              |              |                       |              |  |  |        |        |        |        |
|  | [12] Toulouse              | 65                     | 66               | 131              |                            |                        |              |              |                       |              |  |  |        |        |        |        |
|  | [12] Toulouse              | 65                     | 66               | 131              | [5] Rezé-Nantes            | 84                     | 71           | 155          |                       |              |  |  |        |        |        |        |
|  | Mar 20 avril, ven 23 avril |                        |                  |                  | [5] Rezé-Nantes            | 84                     | 71           | 155          |                       |              |  |  |        |        |        |        |
|  |                            | [8] Challes-les-Eaux   | 56               | 53               | 109                        |                        |              |              |                       |              |  |  |        |        |        |        |
|  | [8] Challes-les-Eaux       | [8] Challes-les-Eaux   | 56               | 53               | 109                        | 62                     | 74           | 136          |                       |              |  |  |        |        |        |        |
|  | [8] Challes-les-Eaux       |                        |                  |                  |                            | 62                     | 74           | 136          | Mar 4 mai, ven 11 mai |              |  |  |        |        |        |        |
|  | [9] Landes                 | 66                     | 59               | 125              |                            |                        |              |              |                       |              |  |  |        |        |        |        |
|  | [9] Landes                 | 66                     | 59               | 125              | [5] Rezé-Nantes            | 74                     | 84           | 158          |                       |              |  |  |        |        |        |        |
|  | Mar 20 avril, ven 23 avril |                        |                  |                  | [5] Rezé-Nantes            | 74                     | 84           | 158          |                       |              |  |  |        |        |        |        |
|  |                            |                        |                  |                  |                            | [7] Lattes-Montpellier | 59           | 67           | 126                   |              |  |  |        |        |        |        |
|  | [6] Villeneuve-d’Ascq      | 75                     | 80               | 155              |                            | [7] Lattes-Montpellier | 59           | 67           | 126                   |              |  |  |        |        |        |        |
|  | [6] Villeneuve-d’Ascq      | 75                     | 80               | 155              | Mar 27 avril, ven 30 avril |                        |              |              |                       |              |  |  |        |        |        |        |
|  | [11] Aix-en-Provence       | 76                     | 75               | 151              |                            |                        |              |              |                       |              |  |  |        |        |        |        |
|  | [11] Aix-en-Provence       | 76                     | 75               | 151              | [6] Villeneuve-d’Ascq      | 68                     | 60           | 128          |                       |              |  |  |        |        |        |        |
|  | Mar 20 avril, ven 23 avril |                        |                  |                  | [6] Villeneuve-d’Ascq      | 68                     | 60           | 128          |                       |              |  |  |        |        |        |        |
|  |                            | [7] Lattes-Montpellier | 90               | 56               | 146                        |                        |              |              |                       |              |  |  |        |        |        |        |
|  | [7] Lattes-Montpellier     | [7] Lattes-Montpellier | 90               | 56               | 146                        | 79                     | 75           | 154          |                       |              |  |  |        |        |        |        |
|  | [7] Lattes-Montpellier     |                        |                  |                  |                            | 79                     | 75           | 154          |                       |              |  |  |        |        |        |        |
|  | [10] Calais                | 69                     | 64               | 133              |                            |                        |              |              |                       |              |  |  |        |        |        |        |

|  | Score cumulé. |

|  | Score de l’équipe recevante. |

|  | Score de l’équipe en déplacement. |